# Renta ekonomiczna

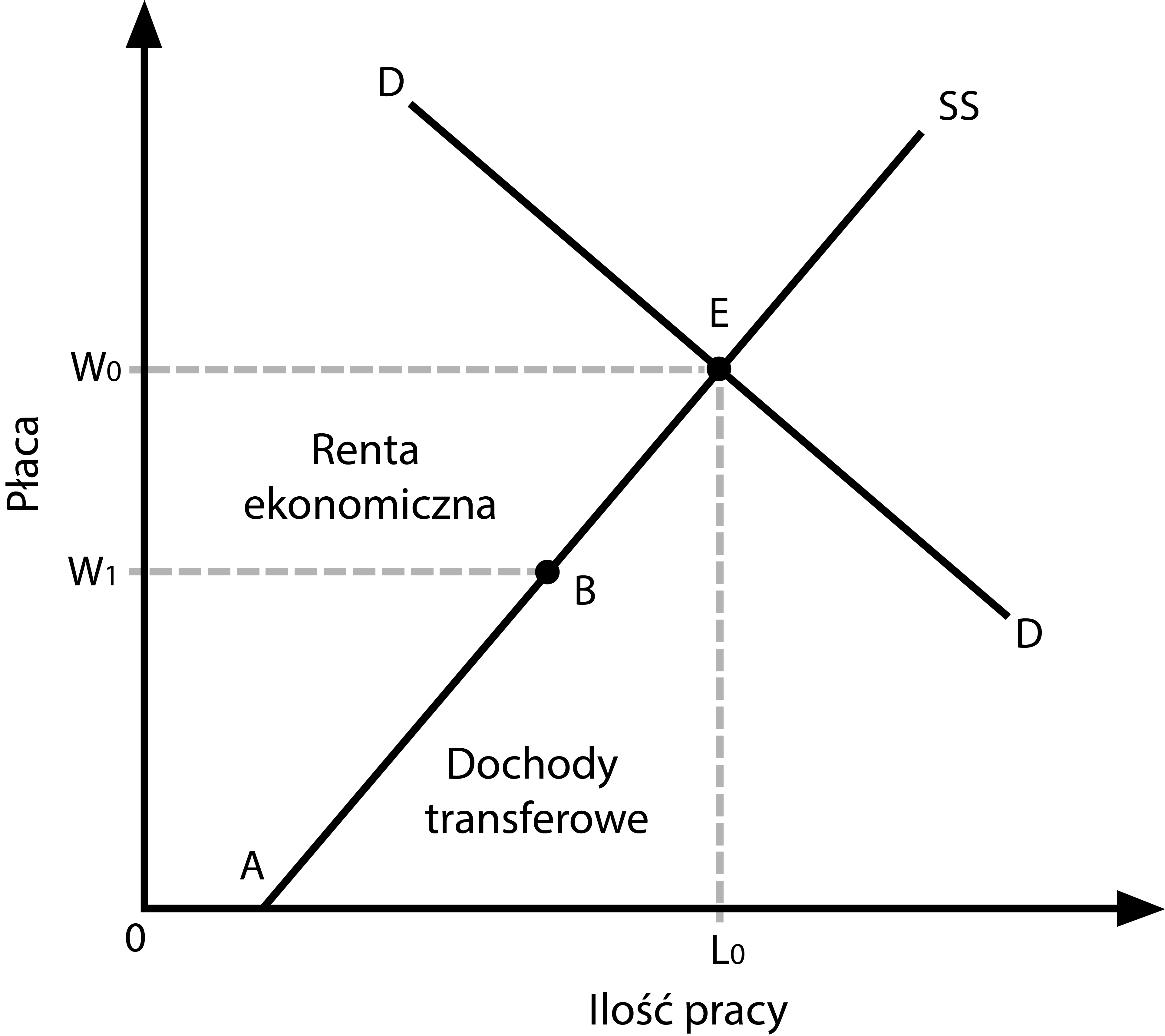
Renta ekonomiczna

Renta ekonomiczna – pojęcie w ekonomii, które ma dwa znaczenia. W pierwszym jest to dochód uzyskiwany z tytułu najmu lub dzierżawy ziemi lub innych aktywów. W drugim  − jest to dodatkowa wypłata, jaką otrzymuje właściciel danego czynnika produkcji ponad dochód transferowy konieczny do skłonienia go do zaangażowania posiadanego czynnika produkcji w określonym zastosowaniu.

## Opis
Renta ekonomiczna w drugim znaczeniu powstaje w przypadku czynników produkcji, których krzywa podaży nie przebiega poziomo. 
Na schemacie obok krzywa DD jest krzywą popytu na zawodowych muzyków, a krzywa SS krzywą podaży tych specjalistów dla całego przemysłu muzycznego. Krzywa SS pokazuje, jaka jest minimalna zapłata (dochód transferowy) niezbędna do nakłonienia odpowiedniej liczby muzyków do świadczenia pracy w przemyśle muzycznym.
Przy płacy wynoszącej 0 istnieje pewna grupa muzyków, którzy podejmą się pracy w gałęzi muzycznej pomimo braku wynagrodzenia. Na poziomie płacy W1 pracę gotowa jest podjąć większa niż wcześniej grupa muzyków (punkt B). Równowaga rynkowa tworzy się w miejscu przecięcia krzywych DD i SS w punkcie E. Gdyby możliwe było wypłacanie każdemu z muzyków wyłącznie kwoty niezbędnej do przyciągnięcia go do pracy w przemyśle muzycznym, to gałąź z tytułu płac wydatkowałaby kwotę równą powierzchni trójkąta AEL0. Ponieważ jednak gałąź musi zazwyczaj wypłacać taką samą stawkę wszystkim pracownikom, część zatrudnionych otrzymuje rentę ekonomiczną (równą powierzchni 0AEW0), czyli dodatkową kwotę ponad to, czego oczekiwałaby ta grupa, aby zaangażować się w pracę w przemyśle muzycznym. Dla muzyków, którzy chcieliby podjąć się pracy w przemyśle muzycznym za darmo, renta ekonomiczna wynosi w tym przypadku W0. Całość kwoty wynagrodzenia jest dla nich dodatkową wypłatą, bez której i tak podjęliby się tego zajęcia.